# Chiesa dei Santi Donato e Carpoforo (Novedrate)
La chiesa dei Santi Donato e Carpoforo è la parrocchiale di Novedrate, in provincia di Como ed arcidiocesi di Milano; fa parte del decanato di Cantù.

## Storia
La prima citazione di una chiesa a Novedrate è da ricercarsi nel Liber Notitiae Sanctorum Mediolani di Goffredo da Bussero e, da un documento del 1398, s'apprende che era sottoposta alla pieve di Galliano.
La chiesa è definita rettoriale nel 1564. Si sa che durante la visita pastorale del 1570 l'arcivescovo di Milano Carlo Borromeo raccomandò di rifare o, almeno, di ingrandire la chiesa, che era, allora, ad un'unica navata. Non sappiamo se la parrocchiale subì effettivamente un restaurato o una ricostruzione, ma nella visita del 1606 l'arcivescovo Federico Borromeo trovò la chiesa sempre ad un'unica navata e prescrisse di far edificare il campanile. L'edificio venne completato ristrutturato ed ampliato nel XVIII secolo. Dalla relazione della visita pastorale dell'arcivescovo Giuseppe Pozzobonelli del 1764 si sa che la chiesa di Novedrate aveva un'unica filiale, ovvero l'oratorio di Cimnago. Nel 1779 i fedeli erano 541, saliti a 1467 nel 1899. 
L'attuale parrocchiale è sostanzialmente frutto di un rifacimento condotto tra il 1903 ed il 1907 su progetto di Emilio Alemagna; la consacrazione fu impartita il 30 novembre di quello stesso anno dall'arcivescovo di Milano Andrea Carlo Ferrari. Nel 1935 la facciata venne restaurata e il campanile rinforzato, nel 1938 si installò l'impianto elettrico e nel 1941 furono collocati due nuovi altari.